# Thamnidium
Thamnidium (del griego thamnós, maleza) es un género de mohos pertenecientes a la familia Mucoraceae, orden Mucorales, parecidos a los especímenes de Mucor, que se encuentran con frecuencia creciendo sobre la carne almacenada en refrigerador. Puede crecer a -2,22 °C y aparece en formaciones vellosas abundantes.
Las especies halladas con mayor frecuencia son T. elegans y T. chaetocladioides.

## Fuente
- Wikimedia Commons alberga una categoría multimedia sobre Thamnidium.
- Diccionario Enciclopédico Ilustrado de Medicina Dorland. 1996. McGraw-Hill - Interamericana de España. Vol. 6. ISBN 84-7615-988-9.

- Datos: Q10694977
- Multimedia: Thamnidium / Q10694977
- Especies: Thamnidium